# 토카레브 (영화)
《토카레브》(영어: Rage 혹은 영어: Tokarev)는 2014년 공개된 미국의 액션 범죄 스릴러 영화이다. 니컬러스 케이지 등이 출연했다.

## 출연
- 니컬러스 케이지
  - 웨스턴 케이지
- 레이철 니컬스
- 페테르 스토르마레
- 대니 글러버
- 맥스 라이언
- 마이클 맥그레이디
- 저드 로먼드
- 맥스 파울러
- 파샤 D. 리치니코프
- 오브리 피플스
- 얼레이나 샌체즈
- 잭 팰러히
- 세라 앤 슐츠
- 폴 샘프슨
- 마이클 파퍼존

## 기타 제작진
- 미술: 빈센트 디펄리스
- 세트: 콜린 레드먼드
- 분장팀: 리 그렌
- 음향 편집 감독: 크리스토퍼 셸던
- 시각 효과: 제이슨 매키
- 조감독: 마크 달스트롬